# テロンデル
テロンデル （Thérondels）は、フランス、オクシタニー地域圏、アヴェロン県のコミューン。

## 地理
テロンデルは標高960mに位置する、アヴェロン県最北端のコミューンである。コミューンの北部から東部にかけてカンタル県と接している。カンタル連山最高峰のプロンブ・デュ・カンタル（fr）のふもとにあり、コミューン南東部はトリュイエール川のサランス・ダムと接し、東部はブルゾン川と支流のイロンデル川、そしてシニック川と小さなラカペル＝バレス川が流れる。
テロンデルに加えて、コミューンはいくつかの村落や集落で構成されている。そのうちの一つであるロサック集落は、サランス・ダムに囲まれた半島部にある。

## 由来
村の名前は『3つの水』を意味するラテン語のtres unduloeからきている。これはこの地に3本の川、シニック川、イロンデル川、ブルゾン川が流れているからである。

## 歴史
1000年頃、カルラ子爵ジルベールが、女子修道院を創設した。村はその周りで成長した。1185年以降、修道院はサン・ピエール・ド・ブレール女子修道院に属する小修道院となった。

## 人口統計
2016年時点のコミューン人口は408人で、2011年時点の人口より4.45%減少した。
| 1962年 | 1968年 | 1975年 | 1982年 | 1990年 | 1999年 | 2006年 | 2016年 |
| ------ | ------ | ------ | ------ | ------ | ------ | ------ | ------ |
| 805    | 804    | 683    | 606    | 505    | 478    | 486    | 408    |

参照元:1962年から1999年までは複数コミューンに住所登録をする者の重複分を除いたもの。それ以降は当該コミューンの人口統計によるもの。1999年までEHESS/Cassini、2006年以降INSEE

## 経済
ル・テロンデル（Le Thérondels）は、村の酪農協同組合で製造された、生乳を原料とする新しい圧搾チーズのブランド名である。チーズは円筒形で2kgの重さがあり羊皮紙色の皮で覆われている。

## 史跡
- ノートル・ダム教会 - 建物の歴史は11世紀にさかのぼる。ルネサンス時代に手直しされている。12世紀につくられた、多彩色のキリスト像が知られている。歴史的記念物[6]

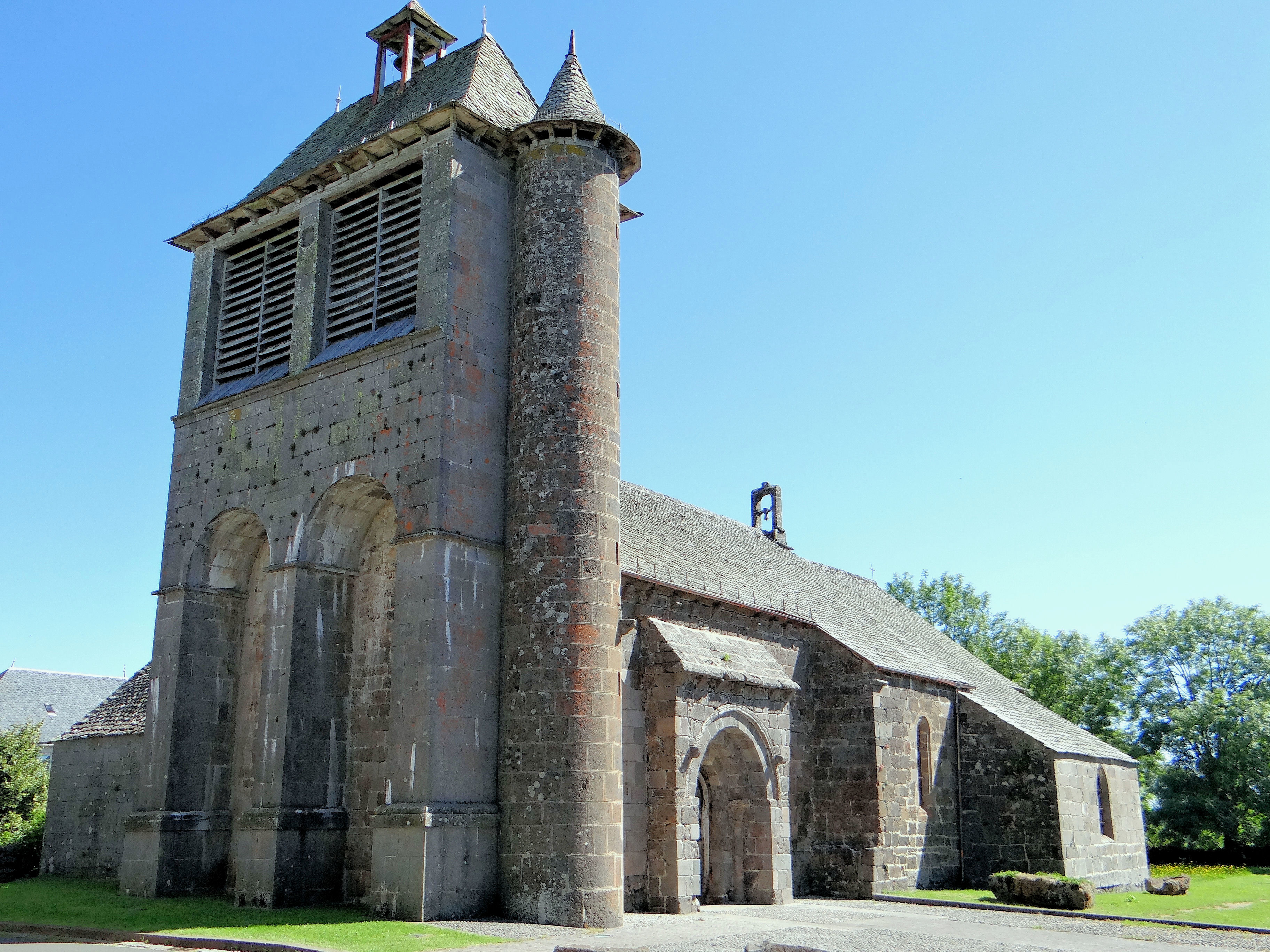
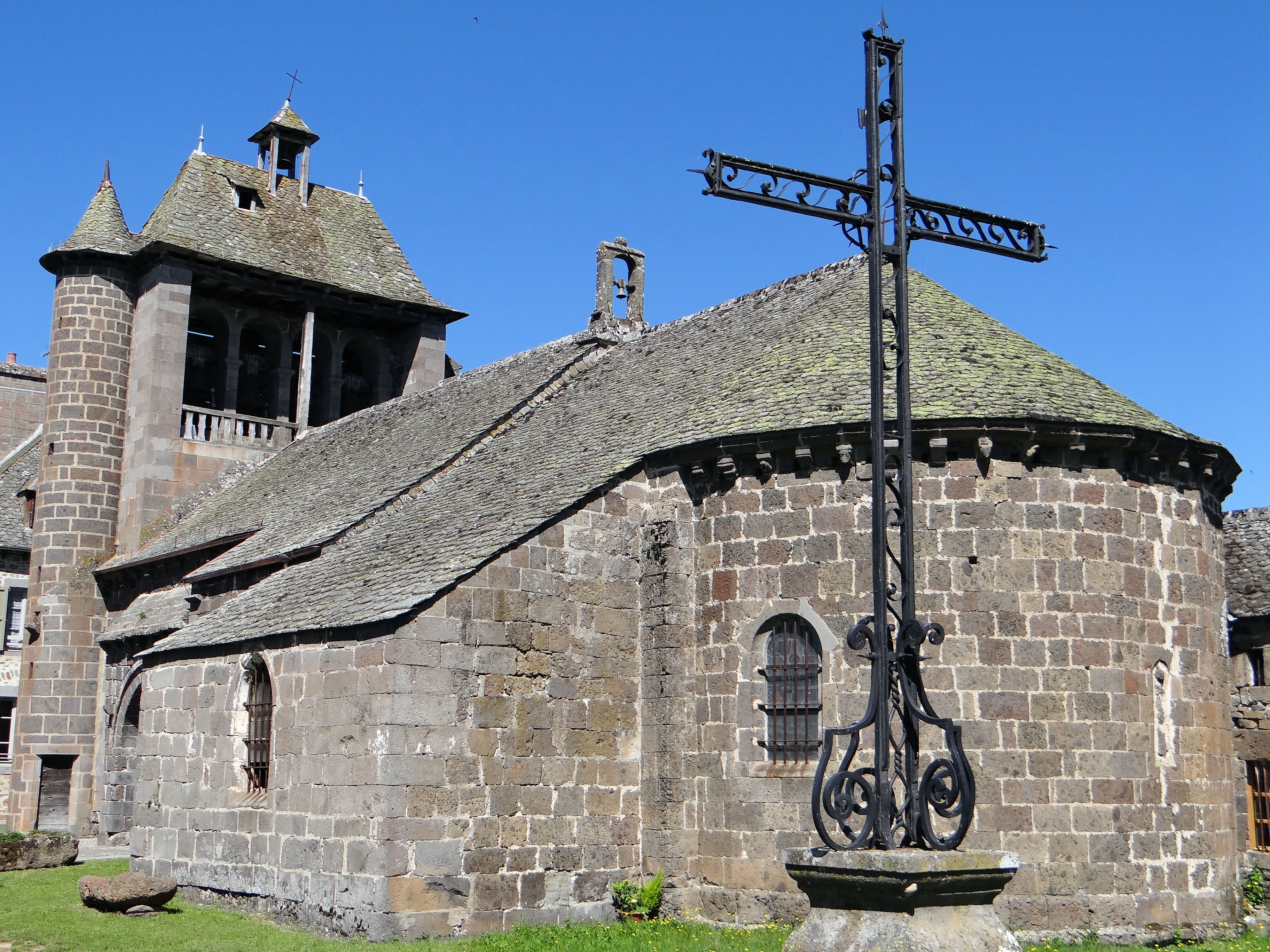
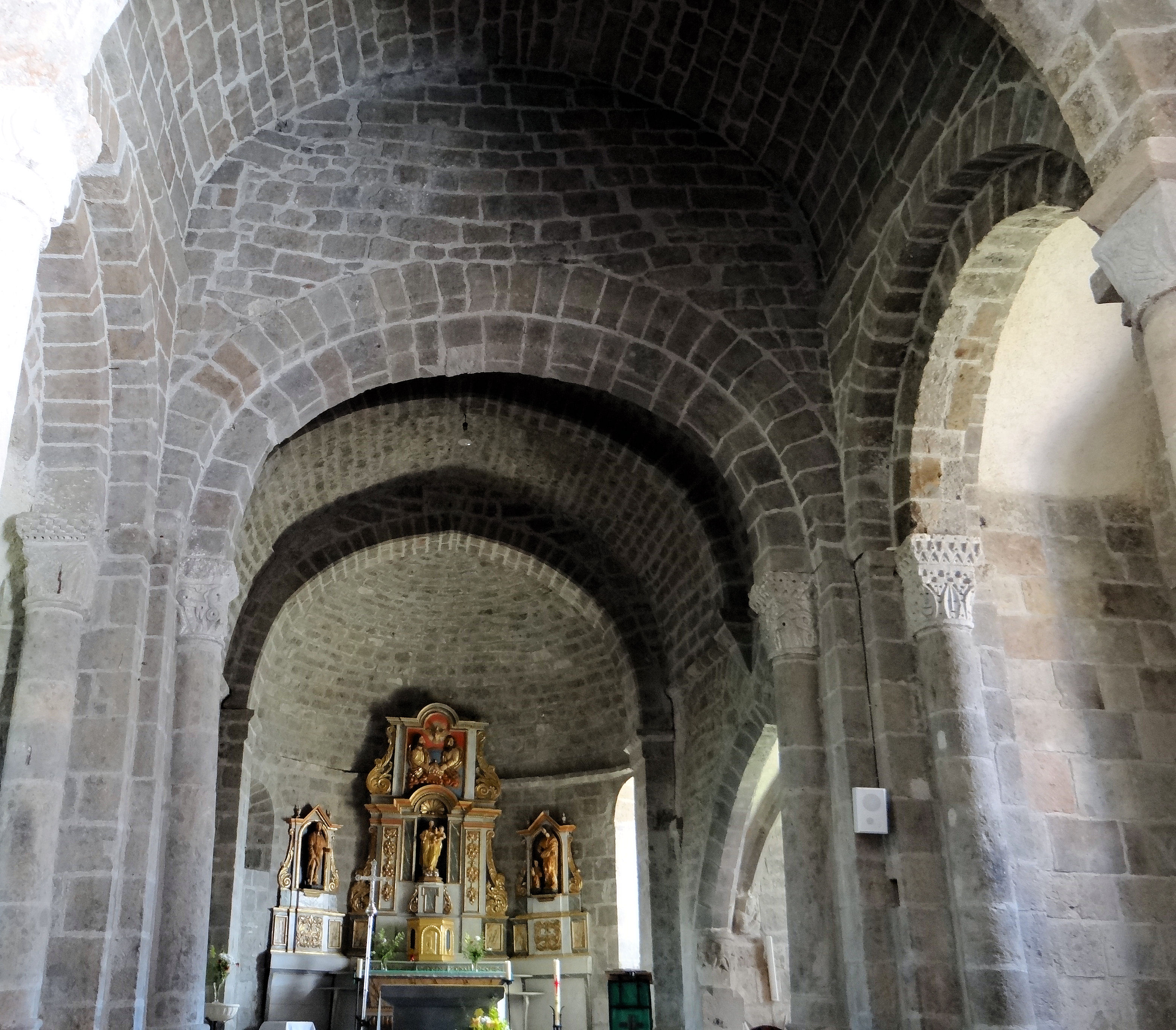
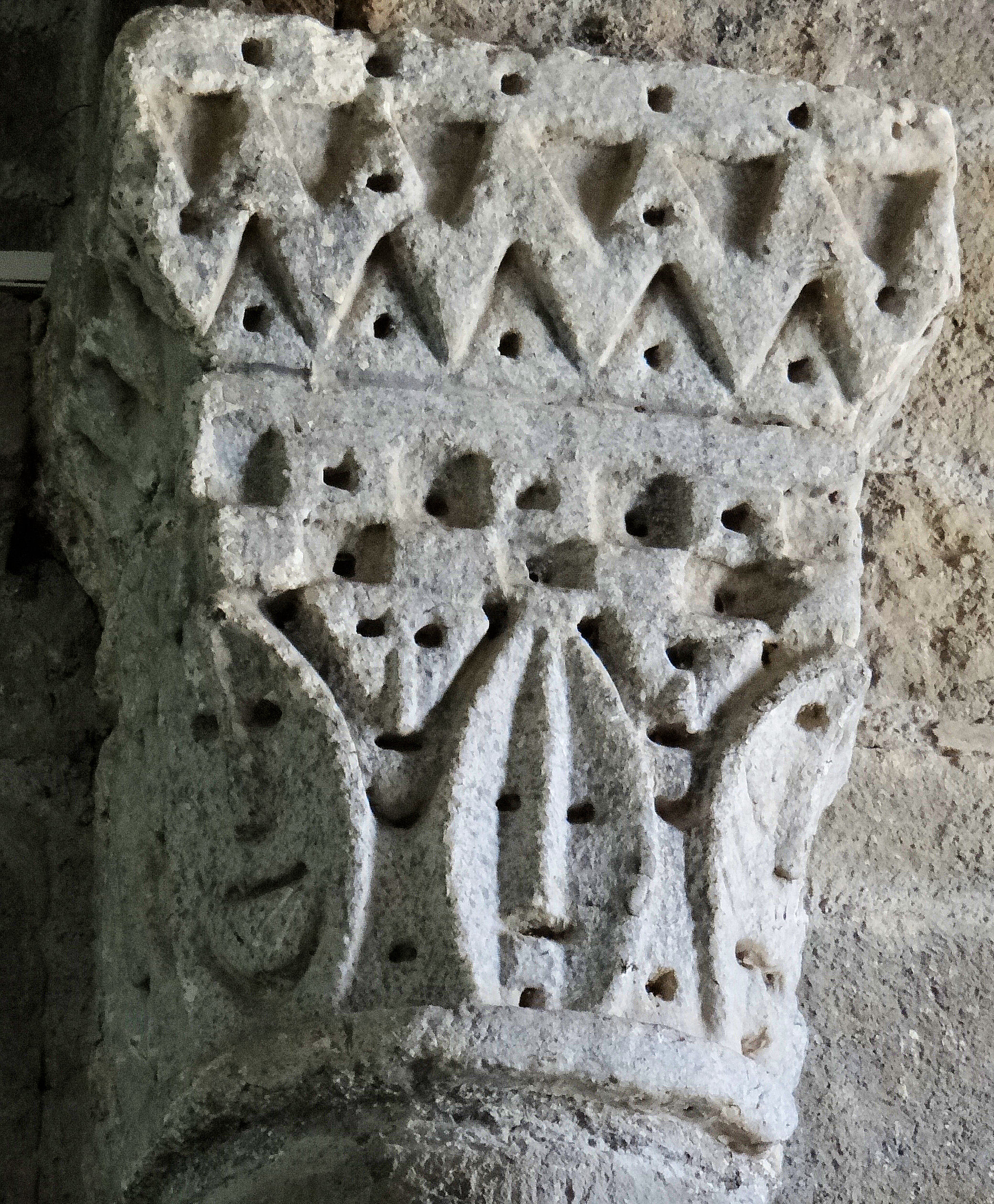
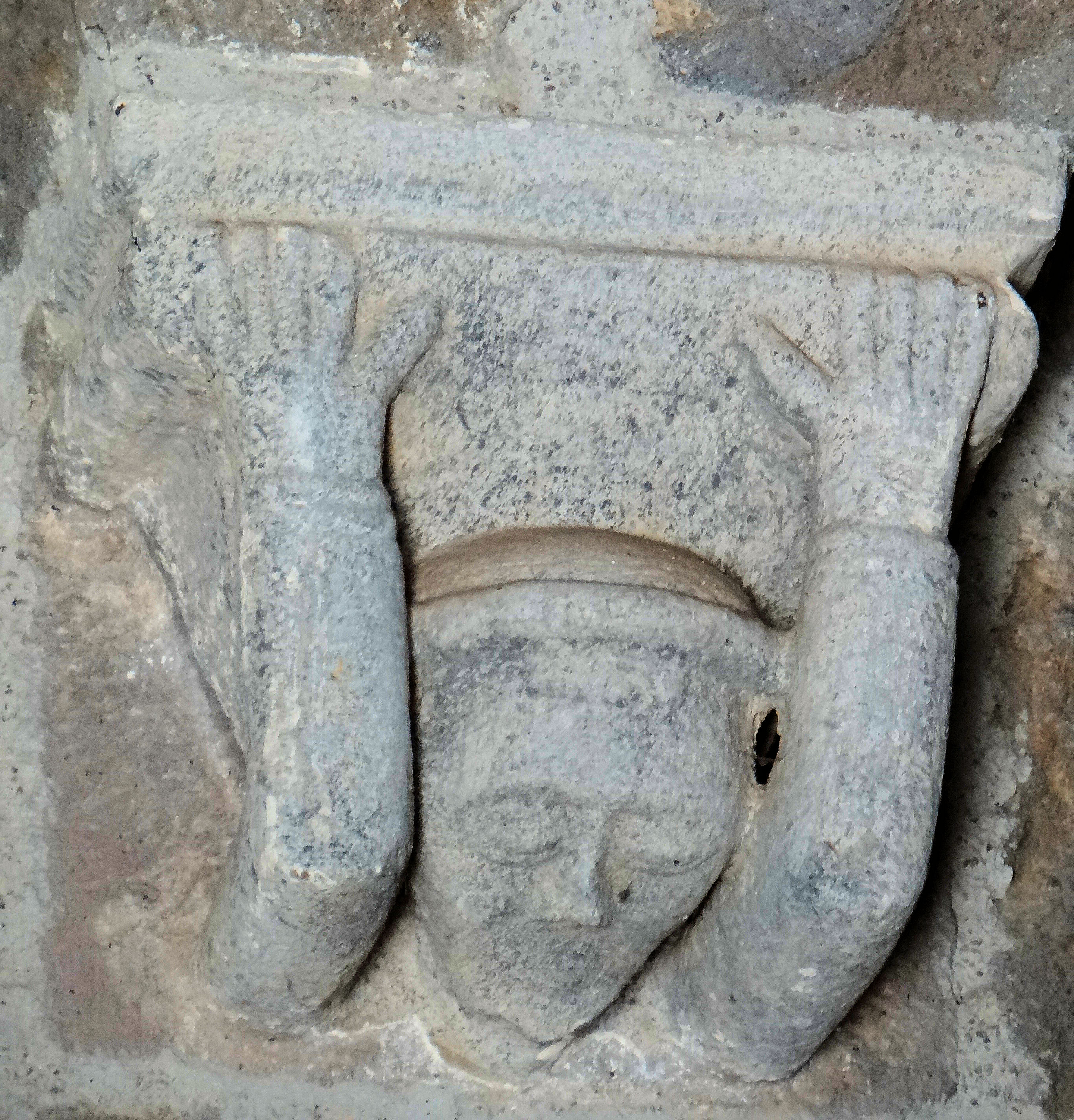
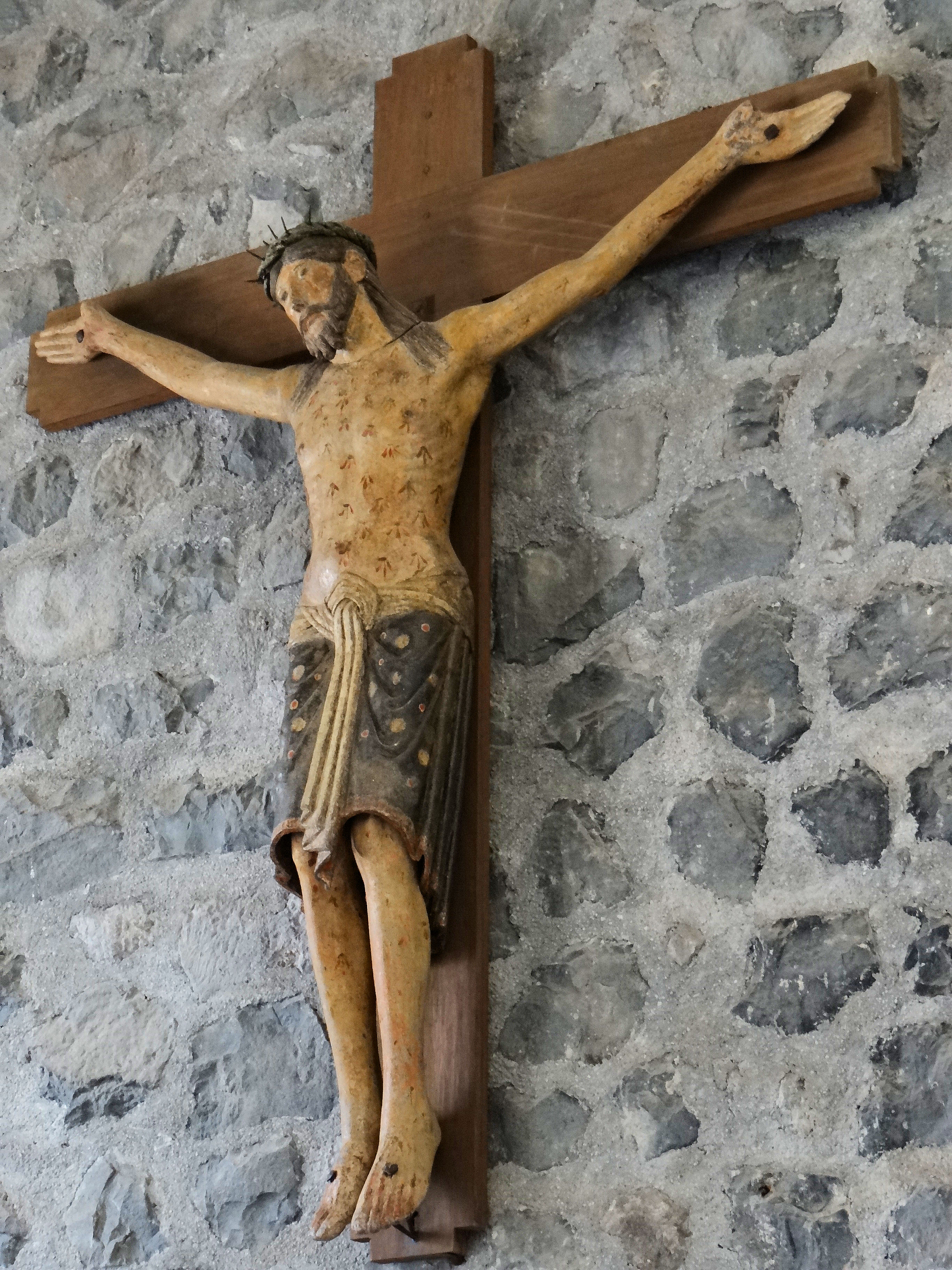

- ロサック礼拝堂 - 12世紀ロマネスク建築。歴史的記念物[7]

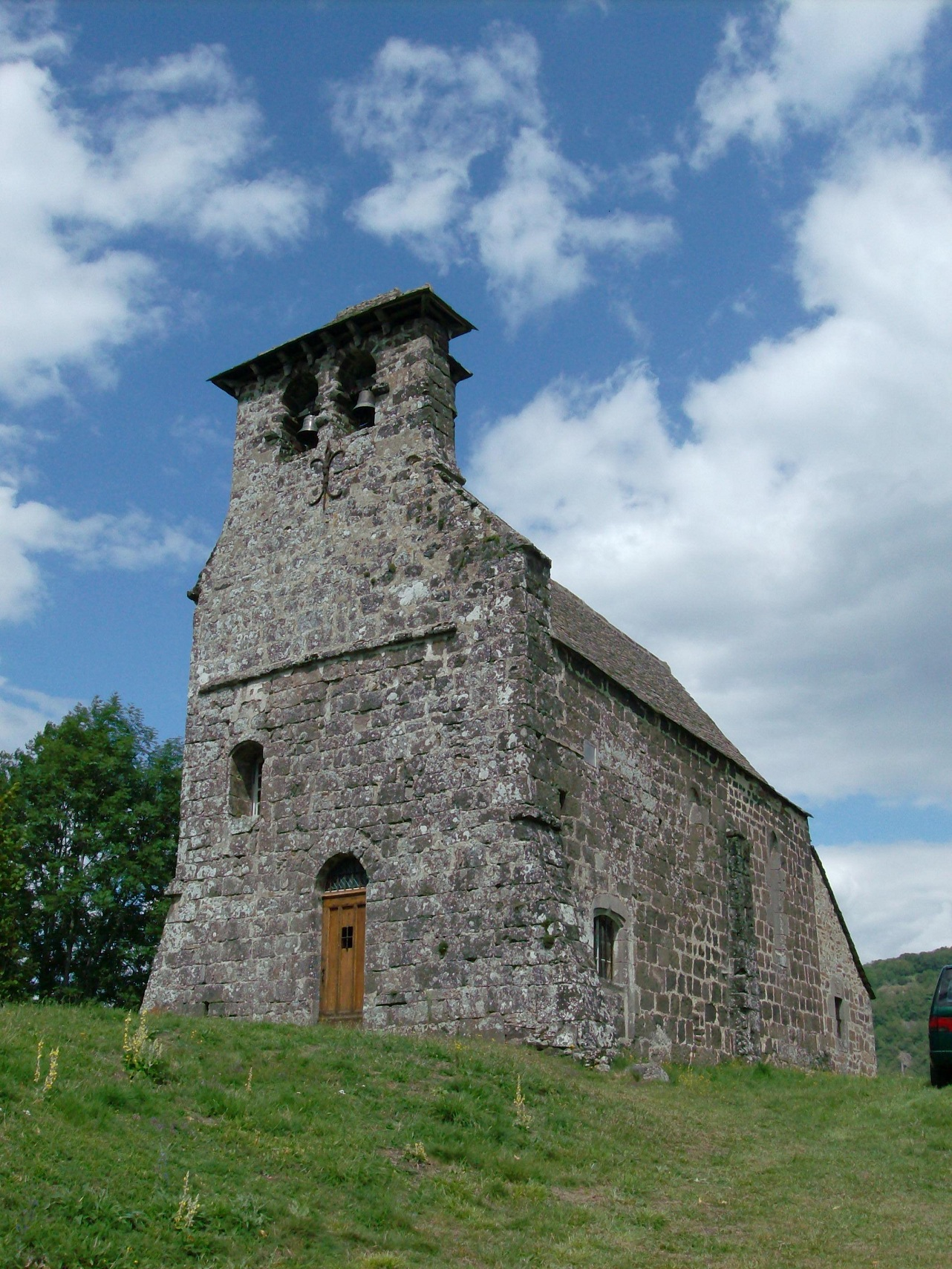
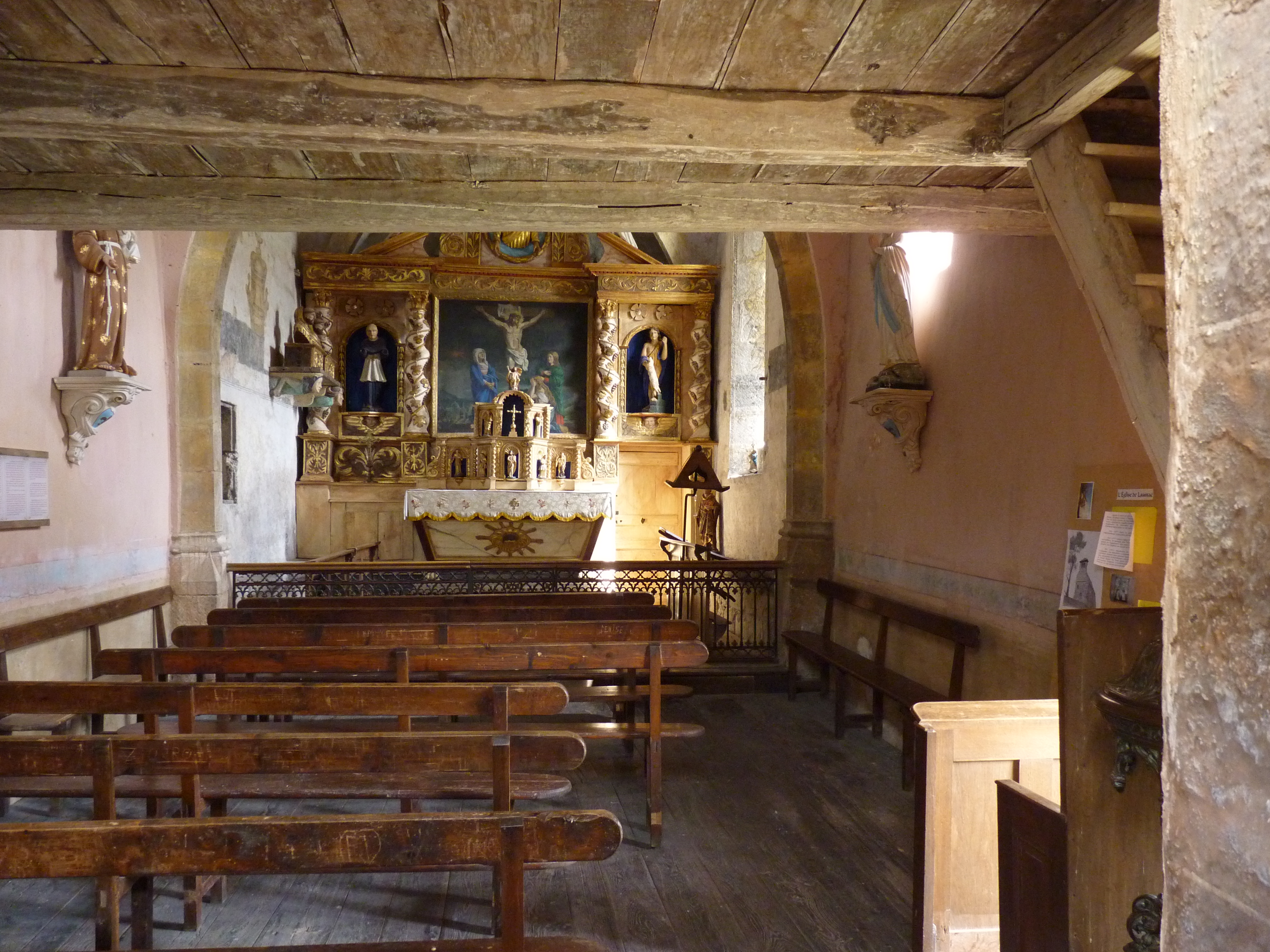
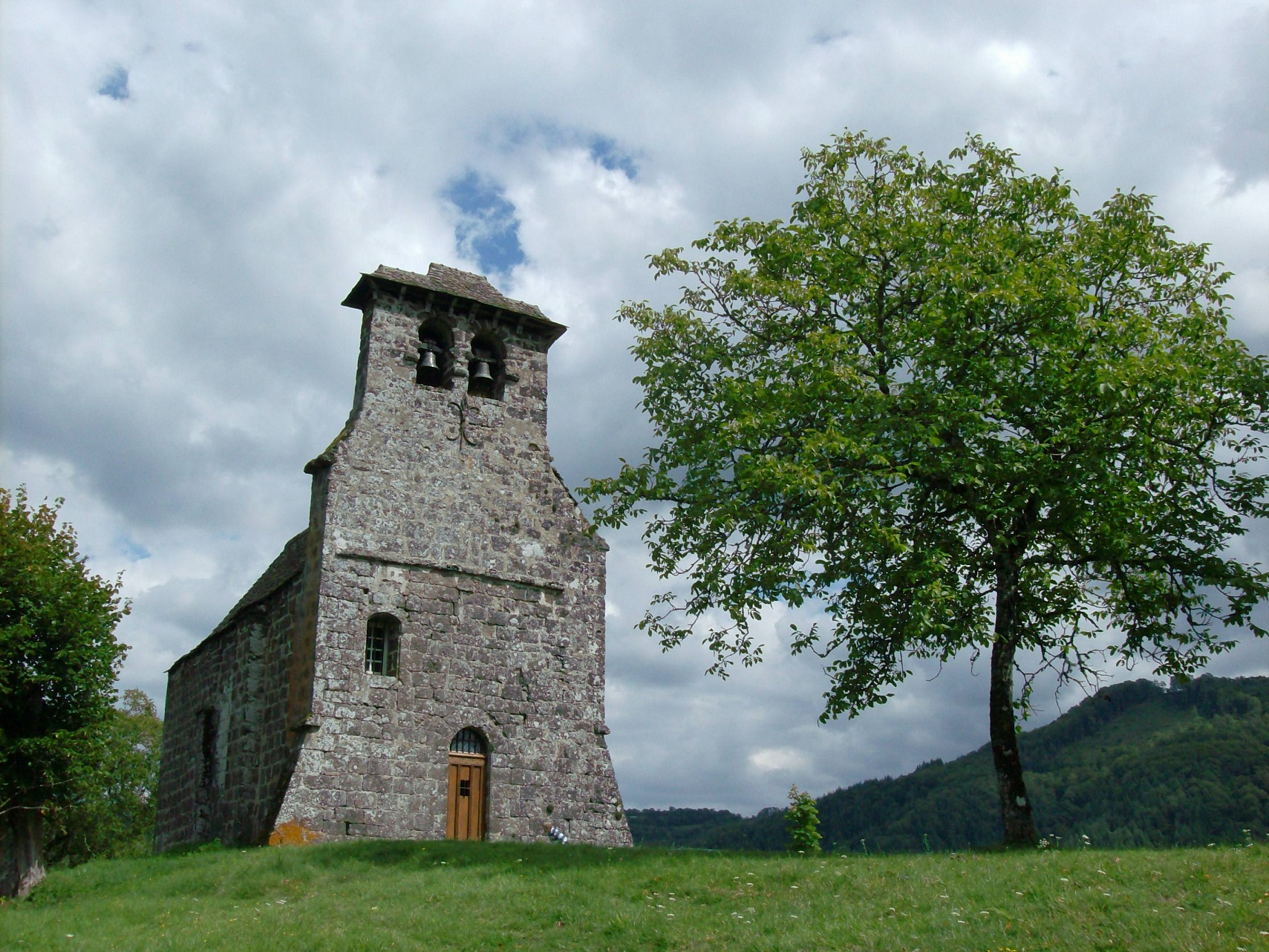